# 仁井田川橋
E6
仁井田川橋（にいだがわばし）は、福島県いわき市にある二級水系夏井川水系仁井田川を渡る道路橋である。

## 概要
上り
- 全長：438.0m[1]
  - 主径間：79.865m[2]
- 幅員：9.3m[1]
- 形式：2径間PC連続ラーメン箱桁橋+4径間PC連結合成桁橋×2（計10径間）[2]
- 竣工：1998年[1]

下り
- 全長：438.0m[1]
  - 主径間：85.550m[2]
- 幅員：10.1m[1]
- 形式：2径間PRC連続波形鋼板ウェブラーメン箱桁橋+8径間PRC連続2主版桁橋（計10径間）[2]
- 竣工：2020年[1]

四倉町駒込字馬場から字大久保に至り、常磐自動車道いわき四倉インターチェンジ - 四倉パーキングエリア間に位置する。仁井田川がなす谷あいの平地を跨ぎ、河川とその周辺の市道を渡る。現在の上り線を用い暫定2車線で共用が開始されたのち、下り線側の開通に伴い上下片側2車線にて供用された。渡河部のA1橋台からP2橋脚にかけての2径間は支間長の長いラーメン箱桁橋が、残りの8径間は合成桁橋や版桁橋が採用されている。上り線建設時に下り線橋脚基礎建設を見据えた用地収用が行われていたため、橋脚位置は上下線それぞれほぼ揃えられている。のちに建設された下り線側では、より経済的で上部工重量が軽減できる波型鋼板ウェブ構造が採用されたことで、下部構造のスリム化も行われ、上り線と近接した建設が可能となった。

## 沿革
- 2002年3月23日 - いわき四倉インターチェンジ～広野インターチェンジ間の開通に伴い暫定2車線にて現在の下り線を用いて供用が開始される。
- 2021年6月13日 - いわき四倉インターチェンジ～広野インターチェンジ間が4車線され、現在の上り線が開通し4車線での供用が開始される。